# The After Show
The After Show é o título de várias aftershows exibidas pela MTV, originalmente ligada à série de reality pela MTV, como Laguna Beach e The Hills. Essencialmente uma extensão do canal principal do programa MTV Live o típico After Show contou com dois dos ex-anfitriões do MTV Live, mais recentemente, Jessi Cruickshank e Dan Levy, discutindo o programa que precede imediatamente com entrada dos membros da  platéia, os chamadores, emailers, e participantes da webcam. Muitas estrelas de The Hills, como Lauren Conrad, Heidi Montag, e Holly Montag apareceram pessoalmente, enquanto vários outros participaram da entrevista ao vivo por telefone ou vídeo.
O mais recente formato do show incluiu uma discussão de notícias de entretenimento, moda e cultura pop. Enquanto os episódios seguindo shows como The Hills apresentaram principalmente uma discussão desse programa específico, os episódios arejar depois de nenhum programa em especial, muitas vezes discutido mais variados aspectos da cultura popular.
O final de After Show foi ao ar após o episódio final de The Hills em 13 de julho de 2010. Este episódio foi um show especial em transmissão ao vivo de Los Angeles, e muitas estrelas do show, incluindo Lauren Conrad, Whitney Port, Kristin Cavallari, e Brody Jenner apareceu. O último episódio do estúdio foi ao ar uma semana antes. Pouco depois, Dan Levy afirmou via X (antigo Twitter) que a equipe de The After Show decidiram encerrar a série com uma nota alta, efetivamente, confirmando o show do fim, pelo menos na forma em que ele tinha sido conhecido para esse ponto.
Como o canal canadense agora conhecido como MTV foi originalmente aprovado como um canal de conversa, é necessário enfatizar a programação de conversas interativa. Os programas de entrevistas de acompanhantes não são necessários para todos os reality shows da MTV, mas no caso de "dramas de realidade" como The Hills, os After Shows ajudam a contextualizar a série para se adequar ao mandato do canal.[carece de fontes?]